# Pillingsdorf
Pillingsdorf é uma localidade e antigo município da Alemanha localizado no distrito de Saale-Orla, estado de Turíngia.  Desde 1 de janeiro de 2012, forma parte do município de Triptis.
Pertencia ao Verwaltungsgemeinschaft de Triptis.

## Demografia
Evolução da população (31 de dezembro):
| - 1994 – 137 - 1995 – 137 - 1996 – 150 - 1997 – 172 | - 1998 – 174 - 1999 – 179 - 2000 – 186 - 2001 – 189 | - 2002 – 187 - 2003 – 191 - 2004 – 173 - 2005 – 174 |

Fonte: Thüringer Landesamt für Statistik